# Ceratops
Genre
Espèce
Synonymes
- Proceratops montanus

Ceratops (qui signifie "visage cornu") est un genre douteux éteint   de dinosaure de la famille des Ceratopsidae qui a vécu pendant le Crétacé supérieur.
Il comprend seulement l'espèce Ceratops montanus. Ses fossiles ont été trouvés dans le Montana. Bien que mal connu, Ceratops montanus est important dans l'histoire des dinosaures, puisque c'est l'espèce type à partir de laquelle Ceratopsia et Ceratopsidae ont été nommés et le premier cératopsien découvert. Cependant, les restes retrouvés de Ceratops sont trop pauvres, et il n'est pas considéré comme l'un des meilleurs spécimens, mais comme un nomen dubium.

## Découverte

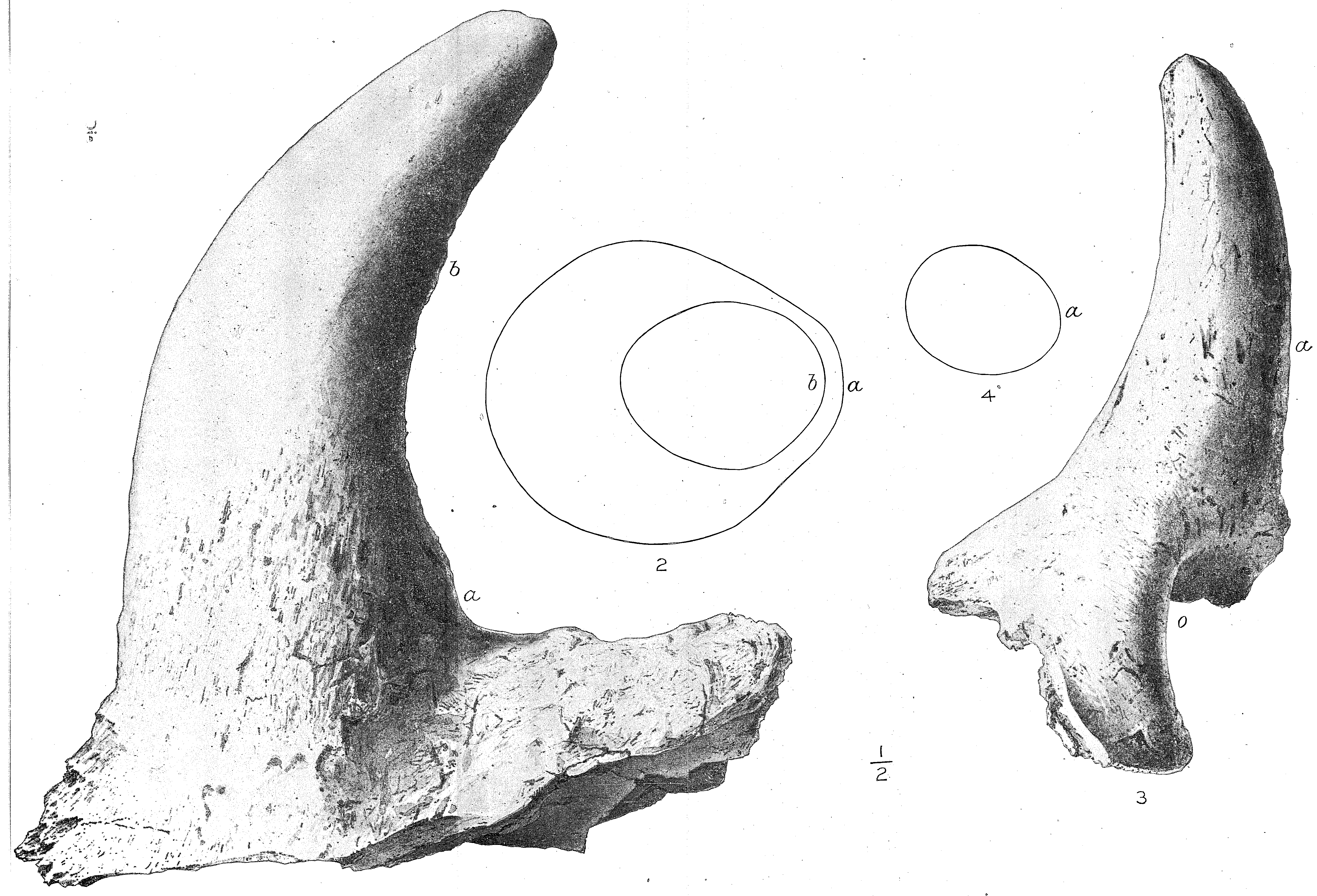
Illustration des cornillons datant de 1917.

Les premiers restes qui ont été rattachés au Ceratops (un condyle occipital et des cornillons) ont été découverts par John Bell Hatcher durant l'été 1888 dans la plus haute formation de Judith River, puis décrits la même année par Othniel Charles Marsh. Ce dernier croyait à l'origine que cet animal était semblable au Stégosaure, mais avec deux cornes sur sa tête.
En 1995, Trexler et Sweeney ont noté que le matériel complet d'un dépôt d'ossements qui a été trouvé dans le Montana pourrait permettre au ceratops d'être réexaminé. Le site appartient au même niveau stratigraphique que celle des premiers restes de ceratops. Il avait d'abord été interprété comme un Styracosaurus, mais il s'est avéré que les cornes étaient des cornes chasmosaurines. Trexler et Sweeney a souligné que ces cornes ressemblaient étroitement à celles du ceratops. Les cératopsidés dans le dépôt d'ossements ont été plus tard classé comme Albertaceratops, puis reclassé dans un nouveau genre, Medusaceratops.
En 2005, des éléments crâniens et post-crâniens remarquablement bien conservé  d'un cératopsien de la formation de Judith River ont été découverts dans le Comté de Fergus, Montana. L'examen suggère une affinité étroite avec C. montanus.  La localisation a été déterminée comme étant sur ou à proximité de la couche stratigraphique de C. montanus. Les fossiles ont depuis été méticuleusement préparé, étudié et évalué. Une équipe de rédacteurs est actuellement dans le processus de préparation pour publication. Ce spécimen peut être ou ne pas être identifié comme un C. montanus. Un débat est en cours par rapport à une désignation nouvelle espèce.

## Classification
Ceratops est le genre type du sous-ordre Ceratopsia (signifiant "visage à cornes" en grec ancien), un groupe de dinosaures herbivores possédant un bec de perroquet et qui ont prospéré en Amérique du Nord et en Asie au cours du Crétacé, jusqu'il y a environ 65 millions d'années.
En 1999, Penkalski et Dodson ont conclu que Ceratops est un nomen dubium parce que les restes sont insuffisants. Ils ont rajouté que Ceratops était proche de l'Avaceratops et que celui-ci était peut-être un Ceratops mineur, mais à cause du manque de fossiles, il ne pouvait pas le confirmer.
En 2005, un crâne et des éléments du squelette post-crânien remarquablement bien préservés d'un cératopsien ont été découverts à Fergus County, dans le Montana. Des études suggèrent une forte relation avec Ceratops montanus. Le site de découverte a été analysé et est à l'intérieur (ou très près) de la couche stratigraphique de C. montanus, et à quelques kilomètres de distance. Les fossiles ont été préparés, étudiés et évalués très soigneusement. Une équipe est en train de préparer le processus pour la publication de la description du fossile. Ce spécimen pourrait peut-être appartenir à l'espèce C. montanus; un débat est en cours sur l'utilité de le référer à une nouvelle espèce ou au nomen dubium Ceratops montanus[réf. nécessaire].

## Régime
Ceratops, comme tous les Cératopsiens, était herbivore.